# Масхольм
Масхольм (нем. Maasholm) — община в Германии, в земле Шлезвиг-Гольштейн. 
Входит в состав района Шлезвиг-Фленсбург. Подчиняется управлению Гельтинг.  Население составляет 641 человек (на 31 декабря 2010 года). Занимает площадь 8,4 км².